# Arrows A19
Az Arrows A19 egy Formula–1-es versenyautó, amelyet az Arrows csapat tervezett és versenyeztetett az 1998-as Formula–1 világbajnokság során. Pilótái Pedro Diniz és Mika Salo voltak.

## Áttekintés
Az előző idény végén Tom Walkinshaw meggyőzte John Barnard tervezőt, hogy dolgozzon nekik, így az ő iránymutatása mentén készült a kasztni. Külsőre jellegzetes, tiszta fekete festést kaptak az autók, amivel feltűnőek voltak. Walkinshaw megegyezett továbbá Brian Harttal is, így bevásárolta magát a Hart motorgyárba, amivel az Arrows saját magának gyártotta innentől a motorokat. Ez volt 1977 óta az első eset, hogy egy brit csapat saját magának gyártsa a motorokat (akkor a BRM tette ugyanezt). A cél a költségek csökkentése volt és a mérnöki gárda hadra fogása a fejlesztések érdekében. Csakhogy a Hart abban a korban is már egy kis költségvetésű brigádnak számított, ellentétben a vetélytársakkal, így nem tudtak megfelelően erős motort építeni. Tetézte a bajokat, hogy az autó nem készült el idejében - olyan újdonságok kerültek bele, mint a Barnard által tervezett szénszálas váltómű, amelyről az idény közben derült ki, hogy rengeteg gond van vele. Barnard ráadásul a Prost csapatnak is tervezett egyidejűleg alkatrészeket, ami miatt elmérgesedett a viszonya Walkinshaw-val, és a szezon végén távozott is.

## A szezon
Különösen az első néhány verseny során az A19-es megbízhatatlan volt - a spanyol nagydíjon egymás után mondták fel a szolgálatot a motorok. Monacóban aztán, ahol a motorerőnek nem volt akkora jelentősége, mindjárt kettős pontszerzést ünnepelhettek. Ettől kezdve azonban az Arrows túl lassú volt és túl gyakran hibásodott meg ahhoz, hogy érdemben harcoljon a bajnokságban, habár a kaotikus belga nagydíjon Diniz szerzett egy negyedik helyet. Ugyanazon a hétvégén Salo két kasztnit is összetört: egyet a szombati szabadedzésen, egyet pedig a rajt utáni tömegbalesetben.
Mivel a Hart motorjai gyengék voltak, Walkinshaw kereste a megoldást, hogyan tudná lecserélni azokat. A Toyotával próbált megegyezni, sikertelenül, és miután Barnard távozott, a csapat Zakspeed részére történő eladása is kútba esett. 

## Eredmények
| Év   | Csapat              | Motor        | Gumik | Pilóták     | 1   | 2   | 3   | 4   | 5   | 6   | 7   | 8   | 9   | 10  | 11  | 12  | 13  | 14  | 15  | 16  | Pontok | Helyezés |
| ---- | ------------------- | ------------ | ----- | ----------- | --- | --- | --- | --- | --- | --- | --- | --- | --- | --- | --- | --- | --- | --- | --- | --- | ------ | -------- |
| 1998 | Danka Zepter Arrows | Arrows T2-F1 | B     |             | AUS | BRA | ARG | SMR | ESP | MON | CAN | FRA | GBR | AUT | GER | HUN | BEL | ITA | LUX | JPN | 6      | 7.       |
| 1998 | Danka Zepter Arrows | Arrows T2-F1 | B     | Pedro Diniz | KI  | KI  | KI  | KI  | KI  | 6   | 9   | 14  | KI  | KI  | KI  | 11  | 5   | KI  | KI  | KI  | 6      | 7.       |
| 1998 | Danka Zepter Arrows | Arrows T2-F1 | B     | Mika Salo   | KI  | KI  | KI  | 9   | KI  | 4   | KI  | 13  | KI  | KI  | 14  | KI  | NI  | KI  | 14  | KI  | 6      | 7.       |

## Forráshivatkozások
1. ↑  Me and my Arrows: optimistic birth of an F1 team that ended in court (brit angol nyelven). Motor Sport Magazine, 2014. július 7. (Hozzáférés: 2024. november 25.)
2. ↑  Collins, Aaron: F1: The Demise of Arrows Grand Prix & TWR (brit angol nyelven). essaar.co.uk, 2019. január 4. (Hozzáférés: 2024. november 25.)
3. ↑  John Barnard's Finest: Some of the Greatest of Barnard's Design (amerikai angol nyelven). conceptcarz.com. (Hozzáférés: 2024. november 25.)